# StatCounter
StatCounter — ирландский веб-сайт, который представляет собой инструмент для анализа веб-трафика. Доступ к основным сервисам является бесплатным, переход к более расширенным услугам может стоить от 9 до 120 долларов в месяц. Центральный офис компании находится в Дублине. Статистические данные от StatCounter в основном используются для того, чтобы анализировать какой-либо ресурс сети (например, с каких операционных систем или браузеров посещают сайт пользователи).
Вся статистика StatCounter собирается непосредственно от хитов (а не от уникальных посетителей) с более 3 миллионов сайтов, которые используют технологию StatCounter на общую сумму более 15 миллиардов хитов в месяц. StatCounter не использует искусственные надбавки (накрутки).
Компания была основана Одханом Калленом (англ. Aodhan Cullen, род. в 1983 году) в возрасте 16 лет, который всё ещё остаётся генеральным директором StatCounter (CEO). Каллен получил награду «Internet Hero» в 2008 году от The Eircom Golden Spider Awards. В 2007 году был назван «Молодым Европейским Бизнесменом Года» (англ. Young European Entrepreneur of the Year) журналом BusinessWeek.
В 2008 году компания StatCounter превзошла отметку в 2 миллиона членов.
По статистике Alexa.com на октябрь 2012 года, StatCounter находится на 182 месте по посещаемости сайтов в мире и 196 в США.